# Římskokatolická farnost Zlámanka
Římskokatolická farnost Zlámanka je územní společenství římských katolíků s farním kostelem svatého Jiří  v děkanátu Kroměříž.

## Historie farnosti
Nejstarší písemnou zprávou o obci je zmínka o faře Zlámanka při panství zdouneckém v zemských deskách z roku 1561. V roce 1596 nechal zbudovat zdounecký pán, později nejvyšší písař Markrabství moravského, Vilém Zoubek ze Zdětína spolu se svou druhou manželkou Magdalenou Stošovnou z Kounic, kostel zasvěcený svatému Jiří. 

## Duchovní správci
Současným administrátorem je od července 2017 R. D. Mgr. Marek Franciszek Jarosz.

## Bohoslužby
| Kostel       | Místo    | Bohoslužba (den) | Hodina     | Poznámka     |
| ------------ | -------- | ---------------- | ---------- | ------------ |
| svatého Jiří | Zlámanka | neděle čtvrtek   | 9.30 18.30 | farní kostel |

## Aktivity ve farnosti
Ve farnosti se pravidelně koná tříkrálová sbírka.
Pro farnosti Kvasice, Těšnovice a Zlámanka vychází několikrát ročně farní občasník.